# Martin de Rada
Martín de Rada (Pamplona 1533- Mar de Borneo 1578) frare navarrès de l'Ordre dels Agustins, amb activitat com a missioner a les Filipines i a la Xina, durant la Dinastia Ming. També va destacar pels seus treballs científics, com a matemàtic, astrònom i cartògraf.

## Biografia
Martín de Rada va néixer a Pamplona el 20 de juliol de 1553, fill de León de Rada i Margarita de Cruzat, una família noble i amb influencia política.
Quan Martín tenia 11 anys els seus pares el van enviar a estudiar a París a junt amb el seu germà Juan, on si van estar durant sis anys. Van estudiar llatí, grec, literatura, matamàtiques, geografia i astronomia. Al tornar de París va anar a Salamanca on el 20 d'agost de 1553 va entrar en el convent de Sant Agustí i el 21 de novembre de 1554 va ingressar en l'ordre de Sant Agustí. Entre 1554 i 1556 va estudiar Teologia.
Va morir el 1578 quan participava en una expedició a Borneo que havia posat en marxa el governador de les Filipines, Francisco Sande.

## Missioner a les Filipines
El maig de 1561 va anar com a missioner a Nueva España i el 1564 va formar part de l ‘expedició de Miguel López de Legazpi a les Filipines on va aprendre el cebué llengua de la que va redactar un vocabulari: “Arte y Vocabulario de la lengua cebuana”
De 1565 a 1572 va residir a Cebú on en la pràctica ve ser el primer missioner a l'illa. El maig de 1572 va ser escollit Prior Provincial i es quedà a residir a Manila i un cop acabat el seu mandat, en el Capítol d'abril de 1575, va ser elegit Prior del convent d'Otón a Panay i segon Definidor.
A les Filipines va destacar per la seva defensa dels indigenes davant dels abusos dels governants espanyols; aquesta actuació li va valer el sobrenom de “Fray Bartolomé de las Casas de les Filipines”. També va destacar en la defensa de la ciutat de Manila davant de l'atac del pirata xinès Limahon (Limahong o Ling Feng), fet que d'alguna forma li va obrir les portes per poder viatjar a la Xina.

## Viatge a la Xina
Va ser un dels poca espanyols de l'època que viatjà a la Xina, on va ser rebut per l'emperador, i d'on va tornar amb un important quantitat de libres.
Cal considerar que va ser el primer en formular d'una manera explícita un projecte per anar a conquerir la Xina, en una carta dirigida al rei Felip II datada el 8 de juliol de 1569.
L'expedició vers la Xina va sortir de Manila el 12 de juny de 1575 i va arribar al port de Zhongzuosuo (actual Xiamen) el 5 de juliol i posteriorment van visitar Quanzhou, Xinhua i Fuzhou, fins que a finals d'octubre van tornar a Manila.
Molt abans que Matteo Ricci arribés a la Xina, Martín de Rada ja havia escrit que els noms Catay i Xina corresponien al mateix país, en el seu escrit "Relación" de 1575 on deia:
"Relaçión de las cosas de la China, que propiamente se llama Taybín. La tierra que comúnmente llamamos China, llamóla Marcopolo, Beneçiano, el Reyno de Catay, quiçá que en lengua tartaresca se deuía llamar ansí entonces, porque quando él uino a ella la enseñoreauan los Tártaros, que fue çerca del año de 1312"
El maig de 1576 va intentar un segon viatge però el projecte va fracassar.

## Activitat científica
Va escriure diverses obres de contingut lingüístic com "Arte y vocabulario de la lengua otomí") i altres sobre temes científics o tècnics, relacionats amb astronomia, hidrografia, geometria o com fabricar rellotges. També un llibre "Sobre la navegación y sobre de la medida de la tierra y mar", però en general la majoria dels seus treballs no s'han conservat i altres son còpies del segle xvii.